# Inner-Granträsket
Inner-Granträsket är en sjö i Bjurholms kommun i Ångermanland och ingår i Leduåns huvudavrinningsområde. Sjön har en area på 0,203 kvadratkilometer och ligger 304,2 meter över havet. Sjön avvattnas av vattendraget Leduån. Vid provfiske har abborre, gädda, lake och mört fångats i sjön.

## Delavrinningsområde
Inner-Granträsket ingår i det delavrinningsområde (709248-165735) som SMHI kallar för Utloppet av Inner-Granträsket. Medelhöjden är 333 meter över havet och ytan är 5,52 kvadratkilometer. Det finns inga avrinningsområden uppströms utan avrinningsområdet är högsta punkten. Avrinningsområdets utflöde Leduån mynnar i havet. Avrinningsområdet består mestadels av skog (87 procent). Avrinningsområdet har 0,3 kvadratkilometer vattenytor vilket ger det en sjöprocent på 5,3 procent.